# 랜파티

랜파티(LAN Party)란 1990년대 미국에서 등장한 컴퓨터 게임용어로, 여러 사람들이 멀티플레이어 게임을 온라인 상에서가 아닌 오프라인 상의 장소로 모여 그 장소에서 함께 플레이하는 것을 말한다. 근거리 통신망(LAN)과 모임(PARTY)의 합성어이다.
1964년 근거리 통신망(LAN)의 역사가 시작된 이후 멀티플레이어 게임이 등장하게 되었는데, 1990년대 미국의 광역통신망(WAN)의 시설이 열악하여 원활한 멀티플레이어 게임을 할 수 없었다. 따라서 미국의 파티문화와 멀티플레이어 게임문화가 접목하여 랜파티(Lan Party)가 등장하게 되었다. 1990년대에는 개인의 컴퓨터를 지참하여 한정된 지역에서 네트워크 허브(Network Hub)를 통해 동일한 네트워크에 접속하여 게임을 진행하였다.
PC방은 과거의 랜파티가 발전된 형태이다.

## 같이 보기
- 데모씬